# Alfonso Zambrano Payán
Alfonso Zambrano Payán (* 26. Dezember 1915 in Pasto; † 7. Dezember 1991) war ein kolumbianischer Bildhauer.

## Leben
Ab 1941 studierte Zambrano bildende Künste an der Universidad de Nariño. Er ist bekannt für seine Holzskulpturen (insbesondere Christusstatuen) und --altäre, sowie für Papierskulpturen für den Karneval von Schwarzen und Weißen.

## Museum
Zambrano ist das Museo Alfonso Zambrano an der Calle 20 in Pasto gewidmet. Die Sammlung umfasst religiöse Kunstwerke (unter anderem aus der Quito-Schule), Musikinstrumente und präkolumbianische Artefakte aus den Quillasinga-, Pasto- und Tumaco-Kulturen.

## Ehrungen
- 1972: Einweihung des Ausstellungssaales „Alfonso Zambrano Payán“ der Casa de la Cultura de Nariño
- 1978: Medaille der Maestria Artesanal, vom Ministerio de Desarrollo y Artesanías Kolumbiens verliehen
- 1984: Medalla al Mérito der Regierung von Nariño
- 1985: Ehrenmedaille Lorenzo de Aldana der Stadtregierung von Pasto
- 1985: Ehrendoktor der Fakultät für Plastische Künste der Universidad de Nariño
- 1988: Medaille Maestro de Maestros des Ministerio de Desarrollo y Artesanías Kolumbiens[1]